# Tanbu-myeon
Tanbu-myeon (koreanska: 탄부면) är en socken i kommunen Boeun-gun i provinsen Norra Chungcheong i den centrala delen av Sydkorea, 140 km sydost om huvudstaden Seoul.